# Albedo

Wartość procentowa odbijanego światła słonecznego na Ziemi w różnych warunkach

Albedo (łac. białość) – parametr fotometryczny określający zdolność odbijania światła przez daną powierzchnię. Pojęcie to do fizyki wprowadził Johann Heinrich Lambert. Liczbowo jest równe współczynnikowi odbicia fal z całego zakresu o długości 300–3000 nm lub całego zakresu widzialnego.

## Definicja
Współczynnik albedo jest równy stosunkowi ilości promieniowania odbitego do padającego.
{\displaystyle A={\frac {I_{r}}{I_{c}}}}
gdzie:
- {\displaystyle A} – albedo,
- {\displaystyle I_{r}} – promieniowanie odbite,
- {\displaystyle I_{c}} – promieniowanie padające.

Współczynnik albedo jest wielkością bezwymiarową o wartości w zakresie 0–1. Wartość współczynnika równa 1 oznacza, że całość padającego na ciało promieniowania jest odbijana. Wartość 0 oznacza, że ciało nie odbija promieniowania.

## Astronomia
W astronomii określa się albedo płaskie, odpowiadające odbiciu od płaskiej powierzchni, oraz albedo sferyczne określające współczynnik odbicia dla całej półkuli ciała niebieskiego. Planety Układu Słonecznego mają albedo od 0,142 (Merkury) do 0,67 (Wenus). Albedo Ziemi wynosi 0,367. W Układzie Słonecznym obiektem odbijającym najwięcej padającego na niego światła słonecznego jest Enceladus, księżyc Saturna, którego albedo wynosi aż 0,99.

### Albedo Ziemi
Odbijalność Ziemi nie jest wielkością stałą i jednakową w każdym miejscu Ziemi. Wartość podana powyżej (A = 0,367) to wielkość uśredniona dla całej powierzchni i czasu. Odbijalność promieniowania słonecznego od Ziemi zależy między innymi od rodzaju podłoża, od pokrywy chmur, obecności pokrywy śnieżnej, obecności i stanu roślinności (pory roku). Ze względu na obecność lądolodów oraz pokrywy lodowej na morzach, w dużych szerokościach geograficznych albedo jest zatem znacznie większe niż w szerokości okołorównikowej. Zmiana ziemskiego albedo i efekt cieplarniany są często uważane za podstawy możliwych zmian klimatu. Do pewnych celów pojęcie albedo jako odbijalności całego promieniowania słonecznego uśrednionego po wszystkich możliwych kątach padania nie jest wystarczające i wprowadza się jego precyzyjniejsze definicje.
Albedo może również zależeć od kąta, pod jakim promienie słoneczne padają na powierzchnię. Przykładem zależności współczynnika odbicia od kierunku jest refleks słońca.

## Albedo wybranych powierzchni
| Rodzaj powierzchni       | Albedo % |
| ------------------------ | -------- |
| Śnieg świeży             | 75–95    |
| Śnieg zleżały            | 40–70    |
| Lód morski               | 36–50    |
| Tundra                   | 15–20    |
| Preria                   | 12–13    |
| Sawanna (pora sucha)     | 25–30    |
| Sawanna (pora deszczowa) | 15–20    |
| Pustynia kamienista      | 28–38    |
| Pustynia piaszczysta     | 25–30    |
| Wrzosowisko              | 10–12    |
| Łąka zielona             | 10–20    |
| Las dębowy               | 18       |
| Las jodłowy              | 10       |
| Pole uprawne             | 15–25    |
| Pole bawełny             | 20–22    |
| Pole ryżowe              | 12       |
| Las sosnowy              | 14       |
| Las iglasty              | 10–20    |
| Buraki cukrowe           | 18       |
| Ziemniaki                | 19       |
| Gleba szara sucha        | 25–30    |
| Gleba szara wilgotna     | 10–20    |
| Piasek rzeczny           | 43       |
| Piasek wydmowy           | 20–45    |
| Glina sucha              | 23       |
| Glina wilgotna           | 16       |
| Lita skała               | 12–15    |
| Granit                   | 29–31    |
| Beton suchy              | 17–27    |
| Czarna nawierzchnia dróg | 5–10     |
| Obszar zurbanizowany     | 15–25    |
| Gleba czarna wilgotna    | 8        |
| Gleba czarna sucha       | 25–30    |
| Trawa zielona            | 26       |
| Trawa wyschnięta         | 19       |
| Las liściasty            | 10–20    |